# Vincent Mendy
Vincent Mendy (22. ledna 1988 Paříž, Francie) je francouzský fotbalový záložník, který momentálně působí v klubu FK SIAD Most.
Do Mostu přišel v srpnu 2006 z francouzského FC Versailles, podobně jako jeho starší bratr Alex, který v Mostě také působí.